# Nuri Toygün
Nuri Toygün (* 9. Oktober 1943 in der Türkei) ist ein ehemaliger türkischer Fußballspieler.
Er spielte vier Jahre für Eskişehirspor und war in dieser Zeit an einigen der wichtigsten Erfolgen der Vereinshistorie beteiligt. So gehörte er jener als legendär bezeichneten Mannschaft des Vereins an, die als erste anatolische Mannschaft die Hegemonie der drei großen Istanbuler Vereine Beşiktaş, Fenerbahçe und Galatasaray durchbrechen konnte und in den 1960er und 1970er Jahren u. a. dreimal die türkische Vizemeisterschaft und den Türkischen Pokal holen konnte.

## Karriere

### Verein
Die Anfänge von Toygüns Fußballkarriere sind nicht näher dokumentiert. Nachdem er bis zum Sommer 1961 für den Verein Güvenlikgücü tätig gewesen war, obwohl er sich ab 1960 auch im Kader vom Erstligisten MKE Ankaragücü befand. Hier gab er in der Ligapartie des 1. Spieltages der Saison vom 27. August 1961 gegen den Stadtrivalen PTT Ankara sein Profidebüt. Mit diesem Einsatz gehörte Toygün den Rest der Saison zur Stammformation seiner Mannschaft und beendete die Saison mit 32 Ligaeinsätzen. Im Verlauf der nächsten Saison verlor er seinen Stammplatz wieder, spielte aber in 15 Pflichtspielen, davon 14 Ligapartien und eine Pokalpartie, über 90 Minuten. Seine Karriere in der Saison 1964/65 ist hingegen undokumentiert. Ab dem Sommer 1965 begann Toygün mit Hacettepe GK für einen anderen Erstligisten der türkischen Hauptstadt Ankara aufzulaufen. Für diesen Verein spielte er die nächsten vier Jahre lang. Außer in der Spielzeit 1965/66, in der er nur zu acht Ligaeinsätzen kam, gehörte er in seiner vierjährigen Tätigkeit zur Stammformation.
Nachdem Hacettepe GK zum Sommer 1968 den Klassenerhalt verfehlte und in die 2. Futbol Ligi absteigen musste, verpflichtete ihn der Ligarivale Eskişehirspor. Dieser Verein wurde 1965 in Eskişehir gegründet und für die Teilnahme an der 2. Futbol Ligi, der erst vor zwei Jahren neu eingeführten zweithöchsten türkischen Spielklasse, angemeldet. Bereits in der ersten Saison erreichte die Mannschaft die Meisterschaft der 2. Liga und damit den Aufstieg in die 1. Lig. Die ersten beiden Erstligaspielzeiten belegte der Verein mittlere Tabellenplätze. Die Saison 1968/69 half er dem Verein dabei, mit der türkischen Vizemeisterschaft, den größten Erfolg der Vereinsgeschichte zu erreichen. Bis zu dieser Saison entschieden die drei großen Istanbuler Vereine Beşiktaş, Fenerbahçe und Galatasaray die türkische Meisterschaft bzw. die Vizemeisterschaft unter sich. Dieser Erfolg war bis dato der größte einer anatolischen Mannschaft im türkischen Fußball. Nach dieser Meisterschaft etablierte sich das Team als feste Größe im türkischen Fußball und erreichte in den nächsten sechs Spielzeiten zwei weitere Male die türkische Vizemeisterschaft, zweimal den 3. Tabellenplatz und zweimal den 4. Tabellenplatz. Zudem wurde in dieser Zeit einmal der Türkischer Pokal (1970/71) geholt, ein weiteres Mal das Türkische Pokalfinale (1969/70) erreicht und 1971 der Präsidenten-Pokal und 1972 zum zweiten Mal in der Vereinsgeschichte der Premierminister-Pokal geholt. Toygün gehörte bis zum Sommer 1972 dem Kader von Eskişehirspor an und blieb bis zu seiner dritten Saison, der Saison 1970/71, Stammspieler und war dann in den letzten beiden Jahren Ergänzungsspieler.
Im Sommer 1972 wurde er von Eskişehirspor auf die Verkaufsliste gesetzt und mit anderen Mitspielern als Gegenleistung für die Verpflichtung von Mustafa Kaplakaslan an Altay Izmir angeboten. Nachdem dieser Wechsel nicht zustande gekommen war, sollte er für die Saison 1972/73 zunächst an den Zweitligisten PTT Ankara ausgeliehen werden. Da auch dieser Wechsel nicht zustande kam, lieh ihn sein Klub für eine Saison an den Zweitligisten Konyaspor aus. Im Sommer 1973 kehrte er zu Eskişehirspor zurück und wurde von diesem erneut auf die Verkaufsliste gesetzt. Nach dieser Rückkehr einigten sich Toygün und sein Verein Konyaspor auf einen Wechsel. Dieser Wechsel verzögerte sich aber, nachdem Eskişehirspor auf einer Ablösesumme von 75.000 Lira bestand, während Toygün, der seine Ablöse selbst zahlte, 60.000 Lira anbot. Schließlich kam es zu einer Einigung und so wechselte er zum Zweitligisten Konyaspor. Für diesen Verein spielte Toygün dann eine unbestimmte Zeit lang.

### Nationalmannschaft
Toygün Nationalmannschaftskarriere begann im März 1961 mit einem Einsatz für die türkische U-18-Nationalmannschaft.
1969 wurde er im Rahmen eines Testspiels gegen die polnische Nationalmannschaft vom Nationaltrainer Abdulah Gegić zum ersten Mal und für das Aufgebot der türkischen Nationalmannschaft nominiert und gab in dieser Partie sein A-Länderspieldebüt. Im gleichen Jahre wurde er in das Turnieraufgebot für den RCD-Pokal berufen und gab in dieser Partie sein A-Länderspieldebüt. Mit seinem Verein wurde er Turniersieger.
Insgesamt absolvierte Toygün ein vier U-18- und drei A-Länderspiele für die Türkei.

## Erfolge
Mit Eskişehirspor
- Türkischer Vizemeister: 1968/69, 1969/70, 1971/72
- Tabellenvierter der Süper Lig: 1970/71
- Türkischer Pokalsieger: 1970/71
- Türkischer Pokalfinalist:1969/70
- Präsidenten-Pokalsieger: 1970/71
- Premierminister-Pokalsieger: 1971/72

Mit der türkischen Nationalmannschaft
- RCD-Pokalsieger: 1969